# Terremoto de Aitape
El terremoto de Papúa Nueva Guinea de 1998 ocurrió el 17 de julio de 1998 con una magnitud de momento de 7,0 y una intensidad Mercalli máxima de VIII. El evento ocurrió en una falla inversa cerca de la región de la costa norte de Papúa Nueva Guinea, a 25 kilómetros de la costa cerca de Aitape, y provocó un gran deslizamiento submarino que provocó un tsunami que azotó la costa, matando a 2.700 personas e hiriendo a miles.

## Entorno tectónico
La isla de Nueva Guinea se encuentra dentro de la compleja zona de colisión entre la Placa Australiana y la Placa del Pacífico. Dentro de este entorno general, la tectónica activa del norte de Papúa Nueva Guinea está dominada por los efectos de la colisión continua entre el terreno del arco de islas Huon-Finisterre con el borde del margen continental australiano. El acortamiento general se concentra en dos zonas de fallas de empuje, la zona de falla de Ramu-Markham, que forma el límite suroeste del terreno Huon-Finisterre, y el cinturón de empuje de las Tierras Altas, que se encuentra más al suroeste y deforma el margen australiano. La pared colgante del sistema de cabalgamiento Ramu-Markham está dividida por una serie de fallas de rumbo. La orientación de estas fallas, paralelas a la dirección del corrimiento, sugiere que acomodan la distorsión del bloque Huon-Finisterre. La mayor parte de la sismicidad en el norte de Papua Nueva Guinea está asociada con el sistema de fallas de Ramu-Markham, con un número menor de terremotos que ocurren en las fallas de deslizamiento y en el cinturón de empuje de las Tierras Altas.

## Terremoto

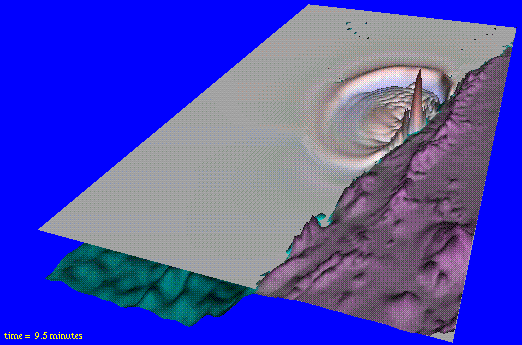
modelo del terremoto

El terremoto ocurrió a las 18:49 hora local a lo largo del límite de las placas tectónicas de Australia y el Pacífico. Originalmente se pensó que el tsunami había sido causado por una caída vertical de 2 metros en la Placa del Pacífico a lo largo de una falla de 40 kilómetros de largo. El trabajo posterior sugirió que, de hecho, se había producido un deslizamiento de tierra submarino masivo.
El tsunami despertó la conciencia entre los científicos sobre el potencial de los pequeños terremotos para desencadenar grandes tsunamis, si provocan deslizamientos de tierra submarinos. Ahora se reconoce que tales eventos pueden ser muy peligrosos, ya que el terremoto puede ser demasiado pequeño para sentirse en tierra o ser detectado por el Centro de Alerta de Tsunamis del Pacífico. Cualquier tsunami resultante puede aparecer sin previo aviso.

### Efectos
El terremoto consistió en un sismo principal y varias réplicas que se sintieron en varias localidades de la zona del epicentro. El terremoto principal causó algunos daños menores a la iglesia de 62 años en la Misión de Sissano, y fue lo suficientemente fuerte como para que muchas personas en Malol, Arop y Warapu abandonaran sus casas debido a que el temblor duró tanto tiempo. Se formaron grietas en el suelo en Arop y Warapu.
Unos minutos después del terremoto, muchos residentes informaron haber escuchado un fuerte aplauso cuando el tsunami se acercaba a la costa. El tsunami provocó la muerte de al menos 2.200 personas, miles de heridos, unas 9.500 personas sin hogar y unas 500 desaparecidas. La altura máxima de las olas se estimó en 15 metros de altura con una altura promedio de 10,5 metros.
El área más afectada fue una franja costera de 30 kilómetros que corre hacia el noroeste desde Aitape hasta el pueblo de Sissano. Varias aldeas en la trayectoria del tsunami quedaron completamente destruidas y otras gravemente dañadas. La ola del tsunami arrancó edificios enteros y transportó sus cimientos de 50 a 60 metros de su ubicación original. El pueblo de Arop estaba situado en una lengua estrecha entre la costa y la laguna de Sissano. Estaba directamente en el camino del tsunami y fue el más afectado.

## Respuesta
Inmediatamente después del tsunami, la Real Fuerza Aérea Australiana voló en tres aviones de transporte C-130 Hércules con suministros de socorro. En los días siguientes, llegaron más socorros y se instaló un hospital de campaña en la ciudad vecina de Vanimo. La cantidad de lesiones y enfermedades a causa del tsunami desbordó los hospitales improvisados, dejando a muchas víctimas con heridas que no fueron tratadas durante varios días y que provocaron gangrena. Los cadáveres en descomposición que quedaron en la laguna propagaron enfermedades y el gobierno acordonó toda el área. Después de que se desmanteló el hospital improvisado en Vanimo, las personas enfermas empeoraron ya que el hospital más cercano estaba a más de un día a pie.
Varias aldeas trasladaron sus edificios un poco más lejos del mar cuando finalmente se reconstruyeron. Científicos de la Universidad de Papúa Nueva Guinea iniciaron un programa de concientización pública para los residentes de la zona costera afectada por el tsunami, para decirles que los modelos científicos han concluido que la geología del área circundante hace que las olas destructivas concentren su energía en esa zona. zona, por lo que es un lugar muy peligroso para vivir. Los científicos también recomendaron que el gobierno de Papúa Nueva Guinea mejore las rutas de escape para las aldeas y mejore el sistema de alerta de tsunamis. El país no cuenta con un plan de comunicaciones establecido, según el informe de país sobre Gestión de Desastres del Proyecto de Desarrollo de las Naciones Unidas. Según el Instituto Nacional de Investigaciones, todavía no hay caminos hacia los pueblos de Arop y Warapu. Además, la carretera Sepik que conecta con Aitape no conecta con el pueblo de Vanimo.